# Nguyễn Văn Nguyên (Nghệ An)
Nguyễn Văn Nguyên (?–?) là Chủ tịch đầu tiên của tỉnh Phú Yên.

## Hoạt động cách mạng
Nguyễn Văn Nguyên sinh ra ở Nghệ An, làm y tá ở Bệnh viện Vinh (nay là Bệnh viện Hữu nghị Đa khoa Nghệ An) và tham gia Hội Việt Nam Cách mạng Thanh niên ở đây. Tháng 3 năm 1928, ông chuyển công tác vào Nhà thương Sông Cầu ở Phú Yên (có nguồn ghi là Y tá trưởng) và được Kỳ bộ Trung Kỳ giao nhiệm vụ tuyên truyền, vận động, phát triển lực lượng. Ở đây, ông đã vận động được Nguyễn Trung Hanh là Thư ký tòa án và Nguyễn Giao là nhân viên Sở Công chánh. Trên cơ sở đó, tháng 6 cùng năm, Chi bộ Thanh niên tỉnh Phú Yên được thành lập gồm ba thành viên do Nguyễn Văn Nguyên làm Bí thư. Đầu năm 1929, Chi bộ giải tán do mỗi người được tổ chức phân công hoạt động ở địa bàn khác, trong đó Nguyễn Văn Nguyên chuyển công tác vào Tuy Hòa.
Tháng 3 năm 1945, sau khi Nhật đảo chính Pháp, Bùi Công Trừng, Hà Huy Giáp trên đường qua Phú Yên đã tìm cách bắt liên lạc với một số cơ sở ở Phú Yên gồm Đinh Nho Khôi, Đinh Nho Bát, Nguyễn Ái, Nguyễn Tiếm, Nguyễn Chính, Nguyễn Văn Nguyên,... Ông được các đồng chí Phan Thanh Cưu, Nguyễn Hạnh, Nguyễn Ngọc Cầu liên lạc và tổ chức cuộc họp tại nhà riêng để nhận định lại tình hình, từ đó bàn việc tổ chức quần chúng, xây dựng lực lượng và liên lạc với Xứ ủy. Tháng 5, Nguyễn Vịnh, Trần Dực thay mặt Đảng ủy nhà lao Buôn Ma Thuột phân công Trương Kiểm, Lê Cấp, Đoàn Sơ, Hoàng Văn Phúc về Phú Yên hoạt động. Qua Phan Thanh Cưu và Huỳnh Liên, Hoàng Văn Phúc liên lạc được với Nguyễn Văn Nguyên, qua đó đưa nhóm của ông về với sự lãnh đạo thống nhất dưới sự lãnh đạo của Tỉnh ủy (Tỉnh ủy lâm thời tái lập vào tháng 6). Ngày 17 tháng 7, dưới sự chủ trì của Tỉnh ủy, Đại hội Mặt trận Việt Minh tỉnh Phú Yên được tổ chức tại Tuy Hòa, bầu ra Ủy ban Việt Minh tỉnh chính thức gồm Thư ký Nguyễn Văn Nguyên, Phó thư ký Trương Kiểm, Thường vụ Đinh Văn Ngộ và các Ủy viên Lê Cấp, Hoàng Văn Phúc, Đoàn Văn Sơ, Nguyễn Chấn, Trần Suyền, Lê Duy Trinh, Nguyễn Thái, Phan Thanh Cưu.
Ngày 20 tháng 8, ông nhận được tin Nhật Bản đầu hàng Đồng Minh và báo cáo lại cho Bí thư Tỉnh ủy Trương Kiểm. Buổi tối cùng ngày, Ủy ban Việt Minh tỉnh mở cuộc họp khẩn cấp ở Chí Thạnh bàn việc khởi nghĩa, sau đó chia ra các địa phương để chuẩn bị. Ngày 21 tháng 8, lực lượng từ nhiều nơi đổ về tỉnh lỵ Sông Cầu, trong đó Nguyễn Văn Nguyên chỉ huy lực lượng ở Đồng Xuân. Ngày 23 tháng 8, tại cuộc họp Tỉnh ủy mở rộng, ông cùng các thành viên Tỉnh ủy nhận lệnh Tổng khởi nghĩa từ Lê Tự Nhiên, phái viên của Xứ ủy Trung Kỳ. Tối hôm đó, tại nhà riêng của ông, Tỉnh ủy mở cuộc họp ra quyết định khởi nghĩa, thành lập Ủy ban khởi nghĩa tỉnh gồm Trưởng ban Trương Kiểm, các thành viên Hoàng Văn Phúc, Lê Cấp, Đoàn Sơ, Nguyễn Thái, Nguyễn Văn Nguyên, Nguyễn Nên. Trụ sở Ủy ban khởi nghĩa tỉnh đặt tại nhà ông Nguyễn Văn Nguyên. 23 giờ ngày 24 tháng 8, dưới sự hỗ trợ của Nguyễn Văn Thuận, ông cùng Trương Kiểm, Hoàng Văn Phúc, Nguyễn Thái thuyết phục được đồn lính khố xanh bàn giao lại vũ khí. 24 giờ cùng ngày, Ủy ban khởi nghĩa tiếp nhận ấn tín từ Tỉnh trưởng (có nguồn ghi là Tuần vũ) Hồ Ngận. Sáng 25 tháng 8, Ủy ban khởi nghĩa tuyên bố thành lập chính quyền cách mạng. Ngày 26 tháng 8, Ủy ban nhân dân cách mạng lâm thời gồm Chủ tịch Nguyễn Văn Nguyên, Phó Chủ tịch Trương Kiểm và các ủy viên Hoàng Văn Phúc, Phan Thanh Cưu, Nguyễn Thái, Lê Cấp, Lê Duy Trinh, Phạm Ngọc Quế, Đoàn Sơ ra mắt người dân. Ngày 2 tháng 9, Ủy ban Việt Minh tỉnh tổ chức mít tinh mừng độc lập tại tỉnh lỵ.